# Epanthidium joergenseni
Epanthidium joergenseni är en biart som först beskrevs av Heinrich Friese 1908.  Epanthidium joergenseni ingår i släktet Epanthidium och familjen buksamlarbin. Inga underarter finns listade i Catalogue of Life.